# Госавтоинспекция МВД Украины
Государственная автомобильная инспекция Министерства внутренних дел Украины (укр. Державна автомобільна інспекція Міністерства внутрішніх справ України, сокращённо ДАІ / ДАИ) — структурное подразделение Министерства внутренних дел Украины, занимавшееся обеспечением безопасности дорожного движения, учётом и техническим осмотром транспортных средств, предотвращением и регистрацией дорожно-транспортных происшествий, разрабатыванием новых учебных программ и проведением работы по профилактике дорожно-транспортного травматизма. Участвовала в разработке законопроектов и нормативных актов по вышеперечисленным видам деятельности.

## История
14 апреля 1997 года Кабинет министров Украины утвердил Положение «О Государственной автомобильной инспекции Министерства внутренних дел Украины». В 2005 году президент Украины Виктор Ющенко, ссылаясь на коррупцию в рядах ведомства, инициировал роспуск ГАИ и создание вместо неё дорожной патрульной службы, однако эта идея не воплотилась в жизнь. Состоянием на 2010 год в Госавтоинспекции работало 23 тысячи человек, из которых 19,6 тыс. — аттестованные и 3,3 тыс. — вольнонаёмные.
В ходе реформы органов внутренних дел ГАИ была ликвидирована, а её функции переданы патрульной полиции.

## Структура ГАИ
Дежурная часть
Служба безопасности движения
Управление мониторинга и нормативно-правового обеспечения:
- Отдел мониторинга
- Отдел нормативно-правового обеспечения

Управление дорожно-патрульной службы, организации розыска автомототранспортных средств и профилактической работы:
- Отдел дорожно-патрульной службы
- Отдел организации розыска автомототранспортных средств
- Отдел профилактической работы

Управление государственной автомобильно-технической инспекции, надзора за перевозкой опасных грузов и состоянием дорог:
- Отдел государственной автомобильно-технической инспекции
- Отдел надзора за перевозкой опасных грузов и состоянием дорог
- Отдел регистрационно-экзаменационной работы и контроля за реализацией автомототранспорта